# De vorst
De vorst (Italiaanse titel: Il principe; in het Nederlands ook vertaald als De heerser) is een werk van de Florentijn Niccolò Machiavelli dat hij schreef tussen 1513 en 1515. Pas in 1532 verscheen de eerste uitgave van Il Principe. Het boek bevat raadgevingen voor vorsten over hoe ze hun staat moeten besturen. De voornaamste bezigheid van de vorst moest volgens hem het bemachtigen, consolideren en in stand houden van zijn macht zijn. Hij was vol bewondering voor grote staatsmannen, omdat ze eenheid, orde, vrede en voorspoed brachten voor de bevolking. Hij maakte een onderscheid tussen de heersers en het volk; tussen degenen die willen heersen en degenen die niet beheerst willen worden. Hij koos duidelijk de kant van de heersers.
Machiavelli was op zoek naar een principe nuovo (nieuwe vorst) om de vreemdelingen te verdrijven en Italië te herenigen. Hiermee had hij voornamelijk de Rooms-Katholieke Kerk op het oog, die hij het liefst verbannen zag uit de Florentijnse stadstaat. Hij wijdde zijn leven aan het Italiaanse vaderland en wilde dat Italië opnieuw zo groot en machtig werd als het oude Rome. Machiavelli staat bekend om amorele machtspolitiek op basis van staatsmacht, militaire kracht en een open oog voor machtsuitbreiding.

## Het persoonlijk en maatschappelijk doel vanDe vorst
Machiavelli wilde in 1516 de gunst van de Medici verwerven. Hij had in 1513 een politiek werk over vorstendommen geschreven en wilde daar nu munt uit slaan. Eerst had hij De vorst willen opdragen aan Giuliano de' Medici, maar toen Giuliano stierf op 17 maart 1516, moest hij de opdracht herwerken. Machiavelli koos dan voor Lorenzo II de' Medici, de nieuwe vorst van Florence. Als bewijs van zijn onderdanigheid aan de Medici dacht hij geen groter geschenk te kunnen aanbieden dan zijn kennis van de daden der grote mannen. Het was zijn dierbare wens dat Lorenzo dezelfde grootheid zou bereiken. Machiavelli voelde zich onwaardig behandeld door de wisselvallige fortuin en hoopte zo een staatsfunctie te mogen bekleden. Lorenzo heeft hem echter nooit in zijn hofhouding willen opnemen.
Vreemdelingen buiten, nationale eenheid en geen burgeroorlog, eigen milities en geen huurlingen, orde en geen chaos, dat was de wens van Machiavelli. Hij wilde de vreemde overheersers verdrijven en de eenheid van Italië herstellen. Als bevrijder van de barbaarse heerschappij der vreemdelingen kon een nieuwe vorst roem en grootheid verwerven. Machiavelli had zijn hoop gesteld op Lorenzo II van de Medici. Zoals paus Alexander VI van de Borgia zijn zoon Cesare Borgia steunde, zo kon paus Leo X van de Medici Lorenzo II steunen. Maar Lorenzo heeft het manuscript waarschijnlijk niet eens gelezen. Het verhaal ging dat hij meer aandacht besteedde aan twee jachthonden die hem tegelijkertijd geschonken werden en het boek terzijde legde. Hij hield zich meer bezig met andere dingen dan staatszaken.
Italië wacht nu bijna levenloos op hem die een einde zal maken aan de verwoestingen in Lombardije, aan de afpersingen in Napels en in Toscane. Het hoopt op de man die de etterende wonden des lands zal genezen. Ziet hoe het God bidt dat Hij het van de wreedheden en onbeschaamdheden van de vreemdelingen moge verlossen. Iemand moet ze echter vooruit dragen. In niemand nu kunnen wij meer hopen dan in Uw Doorluchtig Huis dat zich, begunstigd door God en Kerk, met moed en geluk in Uw persoon aan het hoofd der bevrijding kan stellen. Laat daarom Uw Doorluchtig Geslacht niet langer aarzelen, laat het de taak op zich nemen.

## Inhoud: de universele principes van het vorstendom
Machiavelli ging op zoek naar de universele principes van het vorstendom. Hij formuleerde algemene regels waaraan een universele geldigheid toegekend werd. Machiavelli bestudeerde het staatsmanschap als een wetenschap.

### Een vorstendom stichten
Er bestaat niets moeilijker dan het stichten van een nieuwe staat. Al degenen die van de oude instellingen voordeel genieten, heb je tot vijand en in hen die van het nieuwe zouden kunnen profiteren, vind je slechts lauwe verdedigers. Mensen wisselen graag van heer, omdat ze geloven dat ze erop vooruit zullen gaan, terwijl ze er eerder op achteruit gaan.
Een nieuwe vorst moet eerst al zijn rivalen liquideren. Iedere verovering brengt veel geweld, onrechtvaardigheden en ongemakken met zich mee. Alle gewapende profeten overwonnen en de ongewapende werden vernietigd. Voor een vorst die een staat nieuw te besturen krijgt, is het onmogelijk niet wreed te zijn.
Als een vorst republieken verovert waar de vrije burgers gewoon waren om volgens hun eigen wetten te leven, vergeten de ingezetenen het woord vrijheid en de vroegere staatsinrichting nooit. De naam vrijheid zal altijd dienen als voorwendsel voor oproer. Om de heerschappij te behouden bestaat er geen zekerder middel dan volkomen vernietiging.

### Een vorstendom behouden
Een staat behouden is van een andere orde dan een staat stichten. Vooreerst moet de nieuwe heerser het geslacht van de vroegere vorst vernietigen en zijn aartsvijanden ombrengen. Dan is het de kunst om alle partijen van je staat beleidvol in evenwicht te houden, maar het is moeilijk om iedereen tevreden te stellen. Verzwak de machtigen, ondersteun de minder machtigen zonder hen sterk te laten worden en laat geen machtige vreemdelingen invloed krijgen. Val binnen als de bewoners om hulp vragen, neem het land in, zend kolonisten naar het gebied of de vorst moet er zelf gaan wonen. Het is beter om de zeden en gewoonten te behouden. Van alle kanten is militaire bezetting schadelijk, maar oorlog kan niet vermeden worden. Ieder uitstel betekent slechts voordeel voor de tegenstander. Wanneer het volk niet meer gelooft, wordt het gedwongen te geloven. De algemene regel is, dat hij die toelaat dat een ander machtig wordt, zelf te gronde gaat.
De vorst moet een bevoorrechte klasse rond zich scharen. Omdat ze de verantwoording op zich nemen en zich blootstellen aan gevaar, genieten ze van voordelen. Daarom voelen ze zich verplicht tegenover de vorst. Vorsten hebben meer trouw en nut gevonden bij hen die in de aanvang van hun regering verdacht waren, dan bij hen, die in het begin hun vertrouwen bezaten. Win daarom hen die tevreden waren met de vorige regering voor je en hou hen die zich aan je zijde schaarden in het oog. Alle wapens moeten in handen blijven van de eigen soldaten.
Een vorst moet zich laten omringen met een aantal wijze raadgevers. Hij wint raad in over het onderwerp dat hij wil en op het moment dat hij wil. De raadslieden worden aangemoedigd om vrijmoedig de waarheid te zeggen. Buiten zijn raadgevers moet de vorst niemand raadplegen. Het beschermt de vorst tegen de pest van de vleiers waarvan de hoven vol zijn. Ministers moeten tegen hun taak opgewassen zijn en hun heer trouw blijven. Ze mogen niet meer aan zichzelf denken; ze moeten alles vanuit het staatsbelang bekijken. De eer en rijkdom van een minister mag hem niet naar nog meer doen streven.
Machiavelli gelooft niet in de strategie van verdeel en heers. Hij is niet van mening dat van verdeeldheid enig nut te verwachten zou zijn. Een krachtige vorst zal verdeeldheid in zijn gebieden niet dulden; het geeft blijk van zwakheid. In tijd van vrede kunnen onderdanen gemakkelijker beheerst worden; in oorlogstijd echter treedt het bedrieglijke karakter ervan aan de dag. Dan speelt de vijand de interne verdeeldheid uit tegen de vorst.

### De krijgskunst is machtig
De vorst moet geheel zijn denken richten op de krijgskunst. De krijgskunst is machtig: door haar kan de vorst zich handhaven, terwijl velen zich door haar uit het particuliere leven tot heerser weten te verheffen. Zelfs in vredestijd moet hij voortdurend aan oorlog denken. Een vorst die geoefend is in de wapenkunde, wordt geacht door zijn troepen en kan op hen vertrouwen. Zijn lichaam moet gehard worden tegen ongemak en vermoeienis.
Machiavelli was een groot voorstander van het nationale leger. De vorst moet over voldoende mannen en geld beschikken. De soldaten van het eigen leger zijn in trouw en moed niet te overtreffen. Om een groot aantal soldaten in bedwang te houden, zal de vorst zich niet om de roep van wreedheid moeten bekommeren. Een leger kan slechts op die wijze eensgezind en tot de krijg bereid worden gehouden. Hannibal wordt bewonderd voor zijn grote daden, maar het is zijn onmenselijke wreedheid die deze roemrijke verrichtingen mogelijk gemaakt heeft. Scipio Africanus was een voortreffelijk man, maar omwille van zijn te grote zachtmoedigheid werd hem verweten de militaire discipline te bederven.
Om zich te verdedigen tegen zowel binnenlandse als buitenlandse vijanden begint Machiavelli met twee principes, maar dat wordt onmiddellijk herleid tot één principe: een goed leger. De twee voornaamste grondslagen waarop staten berusten zijn goede wetten en goede wapenen. Waar voldoende krijgsmacht aanwezig is, bestaan ook goede wetten. Om zich te beschermen tegen buitenlandse gevaren, verdedigt hij zich het best met een goed leger en met goede vrienden. Wanneer hij een goed leger heeft, zal hij altijd goede vrienden bezitten.
Huurlingen zijn in de regel gevaarlijk en van weinig nut. Die troepen zijn nooit eensgezind, munten uit door heerszucht en gebrek aan discipline, zijn spoedig ontrouw en gedragen zich laf tegenover de vijand. Dat krijgsvolk trekt slechts in de oorlog ter wille van een loon dat niet voldoende is om hen voor u te doen sterven. Zodra de krijg ontbrandt, maken zij zich uit de voeten. Gehuurd krijgsvolk deugt niet. Gehuurde troepen brengen slechts nadeel en schade.
Vreemde hulptroepen zijn nog gevaarlijker dan huurtroepen. Dan kun je immers zeker zijn van je ondergang. Hulptroepen kunnen nuttig zijn voor hem die ze zendt, maar zij zijn bijna altijd funest voor de vorst naar wie ze gezonden worden. Overwinnen zij, dan is hij hun gevangene. Een kundig vorst zal daarom altijd vermijden zich van dergelijke troepen te bedienen.
Ik kom dus tot de conclusie dat een staat die geen eigen troepen bezit, niet veilig is; zij hangt geheel af van de fortuin en mist de kracht om zich in tijden van tegenspoed te verdedigen. Het was dan ook de mening van wijze mannen dat niets zo zwak en wankel is als de roem van een macht, die niet op eigen kracht rust. De vorst moet slechts bouwen op wat van hem en niet van anderen afhangt. Slechts die verdediging is dan ook goed en duurzaam die op eigen moed en kracht rust.

### De vorst moet wreed, gevreesd, geliefd en geroemd zijn
Goed aangewende wreedheden zijn daden die ineens, uit noodzakelijkheid om de heerschappij te vestigen, worden verricht. Alle wreedheden moeten ineens geschieden opdat zij als totaal minder krenken. Dan kan de vorst de mensen geruststellen en door weldaden voor zich winnen. De weldaden moeten echter mondjesmaat worden uitgedeeld. Een vorst moet zowel bemind als gevreesd worden, maar indien men tussen beide moet kiezen, is het beter gevreesd dan bemind te worden. Al wint de vorst de liefde van het volk niet, hij moet erop bedacht zijn zich zodanig te doen vrezen dat hij toch niet door hen gehaat wordt. Want gevreesd en niet gehaat worden is zeer wel met elkaar te verenigen.
Iedere vorst, hoe sterk zijn legermacht ook moge zijn, heeft de gunst en medewerking van de bewoners nodig. Het is noodzakelijk dat de vorst het volk tot vriend heeft. De vorst moet trachten de volksgunst te winnen. Dit zal hem niet moeilijk vallen omdat het volk zich graag onder zijn bescherming stelt. Een vorst die op de volksgunst kan rekenen, heeft weinig te vrezen van samenzweringen. Laat harde maatregelen door anderen uitvoeren, maar deel de weldaden zelf uit. De vorst kan het volk op verschillende wijzen voor zich winnen. In deze materie bestaan er geen vaste regels. Wees vrijgevig in het openbaar zodat iedereen het goed kan zien. Anders houdt men je voor gierig. Spreid veel pracht en praal ten toon, houd feesten en schouwspelen zonder het volk zware belastingen op te leggen. Grote spaarzaamheid is een van de zekerste grondslagen van de heerschappij. Onderdanen moeten vreedzaam hun beroep, hetzij handel, landbouw of een ander bedrijf, kunnen uitoefenen. Wie zijn land grotere welvaart brengt, moet worden beloond. Een vorst moet een open oog hebben voor voortreffelijke daden; hij moet voortreffelijke mannen onderdak verlenen en zij die uitmunten in een kunst, eren.
Om zijn onderdanen verenigd en in trouw gebonden te houden, moet een vorst zich om de schande die nu eenmaal altijd aan wreedheid verbonden is, niet al te zeer bekommeren. Door het laten uitvoeren van enkele gevoelige straffen zal hij toch veelal veel menslievender zijn dan zij die uit overmaat van zachtmoedigheid wanordelijkheden, waaruit doodslag en plundering ontstaan, toelaten.

### De vorst mag niet gehaat en veracht worden
Voor niets moet een vorst zo beducht zijn als voor de haat en verachting van zijn onderdanen. Een vorst moet alles vermijden wat hem gehaat of veracht zou kunnen maken.
Indien het volk hem haat, moet hij voor alles en iedereen beducht zijn. Het is onmogelijk dat zij die de wreedheid verkeerd gebruiken, zich staande kunnen houden. Moorden moeten geschieden met voldoende grond en rechtvaardiging. De vorst mag zich niet vergrijpen aan de vrouwen van de onderdanen, ze mogen niet vrezen voor roverij van hun eigendommen. Belastingen mogen de economie niet afremmen. Agathocles van Sicilië liet alle senatoren en de rijkste ingezetenen vermoorden om koning van Syracuse te worden. Op deze wijze wordt wel macht, maar geen roem verkregen. Zijn onmenselijke wreedheden laten niet toe dat hij onder de werkelijk groten wordt gerangschikt. De wees Oliverotto da Fermo liet zijn oom en de voornaamsten van Fermo afmaken. Een schandelijke daad.
Veracht wordt de vorst wanneer hij veranderlijk, wisselvallig, besluiteloos, lichtzinnig, zorgeloos, verwijfd en laf is. Het volk zal de vorst niet achten, wanneer hij van lage afkomst is of handelingen stelt die weinig overeenstemmen met de vorstelijke waardigheid. Een vorst moet grootheid, sterkte van geest, ernst en kracht tonen. Zijn beslissingen moeten onherroepelijk zijn.
Een vorstendom bestaat uit de groten des lands, de soldaten en het volk. Een vorst moet de groten ontzien en mag zich bij het volk niet gehaat maken. Maar het is uitermate moeilijk tegelijkertijd de drie partijen tevreden te stellen. Als het onvermijdelijk is door een partij gehaat te worden, mag dat tenminste niet door de machtigste geschieden. Vroeger bouwden vorsten daarom liever op de soldaten dan op het volk. Tegenwoordig echter is het voor de vorst noodzakelijker het volk meer dan de soldaten te vriend te houden. De machtsverhouding is nu omgekeerd.

### De vorst moet edel schijnen
Van een vorst wordt verwacht dat hij vriendelijk, minzaam, menslievend, zachtmoedig, edelmoedig, kuis en waardig is. Het volk wil zo'n edel beeld van zijn vorst hebben en de vorst moet zich inspannen om die schijn op te houden. Je kunt van een vorst echter niet verwachten dat hij alleen maar deugden heeft. Hij moet zich maar overgeven aan de ondeugden die zijn troon niet in gevaar brengen. Hij moet wel oppassen voor de ondeugden die hem zijn troon kunnen kosten.
Het is nu voor een vorst niet noodzakelijk dat hij al de door ons aangeduide eigenschappen bezit, maar wel dat hij ze schijnt te bezitten. Ik verstout mij zelfs te beweren dat zulke eigenschappen nadelig zijn indien de vorst ze werkelijk bezit en altijd in de praktijk brengt. Het is dan ook veel nuttiger indien de vorst die eigenschappen schijnt te bezitten. Het is veel beter medelijdend, trouw, menselijk, eerlijk en godsdienstig te schijnen dan het werkelijk te zijn. Men moet geest en gemoed zo ontwikkelen dat onder het mom der genoemde eigenschappen desgewenst het tegendeel ervan in praktijk kan worden gebracht. Duidelijk moet het zijn dat een vorst niet alles wat de mensen goed en deugdzaam noemen in acht kan nemen. Om de staat in stand te houden is hij immers vaak gedwongen tegen barmhartigheid, menselijkheid en godsvrucht te handelen. Daarom moet hij een geest hebben die zich wenden kan naar de winden der fortuin en de wisselvalligheid der dingen. Hij moet het goede doen wanneer hem dit mogelijk is, maar indien de noodzaak hem daartoe dwingt, niet aarzelen tot het kwade zijn toevlucht te nemen. De vorst dus moet er ten zeerste op bedacht zijn dat aan zijn mond geen woord dat niet vervuld is van de vijf genoemde deugden, ontsnapt. Als men hem ziet en hoort, moet hij dan ook een en al minzaamheid, trouw, eerlijkheid, menslievendheid en godsvrucht schijnen. Vooral de schijn van godsdienstigheid is in dit verband buitengewoon noodzakelijk. De mensen oordelen in het algemeen meer met de ogen dan met een van de andere zintuigen. Ieder ziet wat gij schijnt te zijn, maar weinigen bemerken hoe gij in werkelijkheid zijt. Deze weinigen nu wagen niet zich te verzetten tegen de mening van de velen die steunen op de macht van de staat en op hun beurt door hem gesteund worden.
Ook breke hij zich niet het hoofd over die ondeugden, zonder welke een staat nu eenmaal niet in stand kan worden gehouden. Daarbij is dan nog in het oog te houden dat er daden zijn die goed en moedig lijken, maar toch de ondergang van de vorst ten gevolge hebben, terwijl andere handelingen die misdadig schijnen, zijn veiligheid en geluk verzekeren.

### De vos en de leeuw
De vorst moet beschikken over de sluwheid van de vos en de kracht van de leeuw. Daar de vorst met het beest in de mens vertrouwd moet zijn, moet hij zich vos en leeuw ten voorbeeld stellen. De leeuw kan de vallen niet ontgaan; de vos kan zich niet tegen de wolven verdedigen. Men moet dus vos worden om de vallen te leren kennen en leeuw om de wolven schrik aan te jagen. Zij die slechts de leeuw willen nabootsen, verstaan hun zaak niet.
Voor een vos is woordbreuk geen probleem. Een verstandig vorst kan, noch mag zijn woord houden als dit voor hem te nadelig zou worden. Hij die het best voor vos speelt, slaagt ook het best. Noodzakelijk is het evenwel de vossenaard goed te kunnen kleuren en meesterlijk te kunnen nabootsen en verbergen.
Een vos weet zijn allianties goed te kiezen. Als je een prooi van de overwinnaar dreigt te worden, is meevechten altijd nuttiger dan neutraal te blijven. Wie openlijk aan een krijg deelneemt, heeft altijd een bondgenoot. Als je de overwinnaar niet hoeft te vrezen, is het wijzer geen kleur te bekennen. Een vorst roept echter nooit de hulp van een machtiger bondgenoot in om een derde te beoorlogen. Als hij overwint, bevindt hij zich in hun macht. Geen regeerder moge zich inbeelden dat er in partij kiezen zekerheid kan bestaan. Hij moet gedurig rekenen met de wisselvalligheid van alle dingen. Je kunt nooit een moeilijkheid ontvluchten zonder een andere op je weg te ontmoeten. Kies de minst gevaarlijke oplossing.

### Cesare Borgia en de grote mannen
Een verstandig man moet steeds de weg der grote mannen volgen, zoals Mozes, Cyrus de Grote, Romulus, Theseus, Alexander de Grote, Hannibal en Julius Caesar. Zij hebben grote daden verricht, rijken gesticht, orde geschapen en hun vaderland beroemd gemaakt. Die mannen moeten wij bewonderen. Alles draait om uitblinkende daden, roemrijke ondernemingen, grote en uitmuntende mannen.
Machiavelli voert Cesare Borgia op als de ideale vorst. Er is geen beter voorbeeld voor een vorst dan Cesare Borgia. Ik zou niet weten wat ik op hem zou moeten aanmerken. Machiavelli noemt hem een verstandig, beleidvol en moedig man die de Italiaanse regio van de Romagna veroverde, een krachtig bestuur invoerde, het tot eenheid, vrede en trouw bracht en Toscane aanviel. Hij wilde niet langer militair afhankelijk zijn van Frankrijk en richtte zich eigen troepen op. Cesare Borgia was de zoon van paus Alexander VI. Dankzij de pauselijke steun kon hij het zo ver schoppen. Het was een meedogenloze tiran die er niet voor terugschrok om in de veroverde steden de vorstelijke geslachten te verdelgen, in het Vaticaan zijn rivalen om te brengen en zijn eigen beul Ramiro de Lorca terecht te stellen om het volk te kalmeren. Toen de paus stierf in 1503, was het afgelopen met Cesare Borgia.
De heerser in een nieuw vorstendom die het nodig oordeelt zich tegen vijanden te beveiligen, vrienden te verwerven, door geweld of list te overwinnen, zich door zijn volk te doen beminnen en vrezen, zich door zijn krijgslieden te laten volgen en eerbiedigen, hen te vernietigen die hem kunnen of noodzakelijkerwijs zouden moeten benadelen, de oude instellingen te vernieuwen, streng en dankbaar, grootmoedig en vrijgevig zijn, ontrouw krijgsvolk te vernietigen en nieuw aan zich te verbinden, de vriendschap van koningen en vorsten te verwerven, zo dat zij u liever als bondgenoot dan als vijand hebben, kan geen beter voorbeeld vinden dan de handelingen van de Hertog Cesare Borgia.

## Publicatie
Er bestaat discussie over de precieze data waarop Machiavelli De vorst zou hebben geschreven. Bekend is dat hij eraan schreef eind 1513 en begin 1514, maar of hij ook daarna nog gesleuteld heeft aan het boek is onduidelijk. Hij heeft nooit de bedoeling gehad om deze politieke theorieën te publiceren; het waren geheime richtlijnen voor de vorst Lorenzo II. Eerst gingen er kopieën van het manuscript van hand tot hand. In 1532, vijf jaar na de dood van Machiavelli, verscheen het werk voor het eerst in druk met de officiële goedkeuring van paus Clemens VII. Aan de publicatie kwam een voorlopig einde, toen de Kerk Niccolò Machiavelli in 1559 op de Index plaatste. Toen begonnen zijn werken pas goed te circuleren onder valse namen en titels. In 1630 werd het werk weer vrijgegeven.

## Nederlandse vertalingen
- Nicolaas Machiavelli, De vorst, 1834, vertaling door T.M. Roest van Limburg, Leiden, J.C. Cyfveer
- Niccolò Machiavelli, De Vorst, 1902, vertaling door J.T. Jelgersma, Amsterdam, Van Looy
- Machiavelli, sleutel van onzen tijd. Gevolgd door een nieuwe vertaling van De Vorst, 1940, vertaling door J.F. Otten, ISBN 90-6054-716-0 (herdrukt als De vorst, 1983)
- Niccolò Machiavelli, De heerser, 1955, vertaling door H.A.M. van der Heijden, Antwerpen / Amsterdam, De Nederlandsche Boekhandel / Wereldbibliotheek
- Niccolò Machiavelli, De heerser, 1990 (7e herziene dr.), vertaling door Frans van Dooren, ISBN 90-253-1541-0 (eerste druk 1976)
- Niccolò Machiavelli, De vorst, 1978, gedeeltelijke vertaling met samenvattingen door A.W.W. Rieter
- Niccolò Machiavelli, Il Principe en andere politieke geschriften, 2006, vertaling door Paul van Heck, ISBN 90-263-1819-7